# 红色尤里卡运动
红色尤里卡运动（英語：Red Eureka Movement，缩写为REM）是澳大利亚历史上的一个毛主义政党，由活动家艾伯特·兰格领导，存在于1977年—1982年。该党分裂自澳大利亚共产党（马列），由支持“四人帮”、反对邓小平的活动者组成。该党谴责邓小平治下的中国走上了“资本主义道路”。该党反对其他所有澳大利亚毛主义组织，并出于各种原因与之对立。该党还倡导建立一个反对苏联的全球阵线。
该党的总部设在墨尔本，并出版月刊《反叛者》和刊物《讨论公告》，后者刊登过讽刺澳大利亚共产党（马列）的材料。该党还在墨尔本霍德街开设“下班后书店”。